# Mission Beach
 (mars 2023).
Si vous disposez d'ouvrages ou d'articles de référence ou si vous connaissez des sites web de qualité traitant du thème abordé ici, merci de compléter l'article en donnant les références utiles à sa vérifiabilité et en les liant à la section « Notes et références ».
Mission Beach est un quartier du nord-ouest de San Diego, en Californie. Il se situe sur une mince bande de terre entre l'océan Pacifique et Mission Bay, au sud de Pacific Beach.